# روبولاب (برنامج)

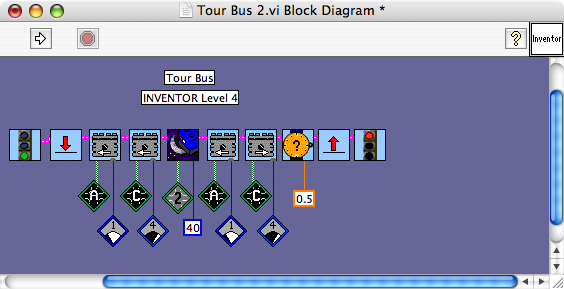

برنامج روبولاب (بالإنجليزية: Robolab)‏ هو أحد منتجات شركة Lego وهو حصيلة تعاون بين شركة Lego وشركة National Instruments وقد بني باستخدام برنامج LabVIEW ويعتمد على الرسومات (بلوك). يدعم بعض اللغات ولكن لا يدعم اللغة العربية.

## الإصدارات
1. ROBOLAB 1.0.
2. ROBOLAB 2.5.
3. ROBOLAB 2.5.4.
4. ROBOLAB 2.9.